# Acromecis
Andronymus là một chi bướm ngày thuộc họ Bướm nâu trong họ Hesperiidae.